# Plocama afghanica
Plocama afghanica là một loài thực vật có hoa trong họ Thiến thảo. Loài này được (Ehrend.) M.Backlund & Thulin mô tả khoa học đầu tiên năm 2007.